# فضاء
الفضاء هو مُنْفَسَح ثلاثي الأبعاد لا حدود له تأخذ فيه الأجسام والوقائع وضعا واتجاها نسبيا. بالتوازي تستخدم أيضا كلمة «الفضاء» في الفيزياء للتعبير عن مجمل المكان الفيزيائي التي تشغله المادة وتتواجد فيه الأجسام الصغيرة والكبيرة كالذرات والأيونات أو الكواكب والنجوم، وفق التصور النيوتني، والذي يشكل مسرحا للحوادث في الفيزياء النيوتنية. وغالبا ما يتم تصور «المكان الفيزيائي» كفضاء ثابت غير متحرك ذي ثلاثة أبعاد خطية (مستقيمة). مع أن علماء الفيزياء الحديثة عادة ما ينظرون له مع البعد الزمني للأحداث، على انهما جزءا من تسلسل رباعي الابعاد متصل لا حدود له، يُدمج فيه المكان مع الزمان، فيما يعرف بالزمكان. يظهر ذلك التصور جليا في مسلمات النظرية النسبية، إذ أن النسبية العامة تجعل من هذا الزمكان بأبعاده الأربعة فضاء متحركا متموجا، كما أن النظريات الحديثة عن الفضاء الكوني تقدم تصورا أنه يتوسع مع الزمن بناء على ما تم رصده من تباعد للمجرات عن بعضها البعض. أما في علم الرياضيات، فيتم التمعن في«الفضاءات» الرياضية باستخدام أعداد متباينة من أبعاد وهياكل ضمنية مختلفة. يعتبر مفهوم الفضاء ذا أهمية أساسية لفهم طبيعة الكون. ومع ذلك، لا يزال الخلاف مستمر بين الفلاسفة حول ما إذا كان هو نفسه عبارة عن «كيان»، أو «علاقة بين كيانات»، أو «جزءا من إطار تصوري للعمل».
يرجع السجال حول طبيعة وجوهر ومنوال تواجد المكان إلى العصور القديمة؛ ونعني بذلك إطروحات مثل إطروحة تيماوس (باللاتينية: Timaeus) (وتعني «القيمة») التي وضعها أفلاطون أو سقراط في تأملاته فيما سماه الإغريق «الخورا» (باللاتينية: Khôra) (أي «الفضاء»)،
أو في فيزياء أرسطو (الكتاب الرابع، دلتا) في تعريف «التوبوس» (باللاتينية: topos) (أي المكان)، أو حتى في أطروحات الموسوعي العربي ابن الهيثم في مرحلة لاحقة حول «المفهوم الهندسي للمكان»، كما كتب في مخطوطته (قول في المكان) في القرن الحادي عشر، التي عارض فيها مفهوم أرسطو الفلسفي حول المكان. نوقشت العديد من هذه الأسئلة الفلسفية الكلاسيكية في عصر النهضة ومن ثم أُعيد صياغتها في القرن السابع عشر، ولا سيما خلال مراحل التطور المبكرة لعلم الميكانيكا الكلاسيكي (القديم). فمن منظور السير إسحاق نيوتن، الفضاء كان مكان مطلق أو بَحْت، بمعنى أنه كان موجود دائما وبصرف النظر عما إذا كانت هناك أي مادة أو شيء يملأ هذا الفضاء. ومع ذلك أعتقد الفلاسفة الطبيعيون الأخرون، وخصوصا غوتفريد لايبنتز، أن الفضاءكان في الواقع عبارة عن مجموعة من العلاقات بين الكيانات، تُعطى بواسطة تعريف مسافاتها واتجاهاتها من بعضها البعض. في القرن الثامن عشر، حاول الفيلسوف واللاهوتي جورج بيركلي أن يدحض «الرؤية للعمق المكاني» في مقالة بعنوان: «مقالة نحو نظرية جديدة للمُتَصَوّر». في وقت لاحق، قال الفيلسوف الماورائي إيمانويل كانت أنه لا يمكن إدراك المكان أو الزمان بشكل تجريبي أو عملي، إنهما عنصران لإطار تصوري للعمل يستخدمه البشر لهيكلة جميع التجارب. وأشار كانت إلى «المكان» في كتابه نقد الإدْراك الصافي بأنه: «شكل مسلم به نقي من أشكال الحدس» الذاتي، وبالتالي فإنه إسْهام لا مفر منه لملكات البشر العقلية.
بدأ علماء الرياضيات في القرنين التاسع عشر والعشرين دراسة أشكال الهندسة اللاإقليدية، والتي يمكن أن يقال فيها أن الفضاء أو المكان منحني، بدلاً من كونه مستوي. وفقا لنظرية النسبية العامة لألبرت أينشتاين، فان الفضاء أو المكان ينحرف عن الفضاء الإقليدي حول حقول الجاذبية. وقد أكدت الاختبارات التجريبية لنظرية النسبية العامة أن الفضاء اللاإقليدي يقدم نموذجا أفضل لشكل الفضاء (الكون).

## التسمية
يُسمى الفضاء أيضاً: الفراغ والحَيِّز والحَيْز.